# Gush Emunim
Il Gush Emunim (ebraico גוש אמונים, Blocco dei fedeli) è un movimento politico messianico sionista israeliano sorto per agevolare la formazione di insediamenti agricoli ebraici in Cisgiordania, nella Striscia di Gaza e nelle Alture del Golan siriano, vale a dire nei territori palestinesi occupati da Israele con la guerra dei sei giorni del 1967 e rivendicati come parte integrante di Erez Israel dalle componenti religiose e sioniste più oltranziste operanti nello Stato israeliano. Per quanto non costituitasi in organizzazione formale fino al 1974, sull'onda del deludente esito della Guerra dello Yom Kippur, il Gush Emunim cominciò a sostenere la necessità di sfruttare le acquisizioni territoriali derivanti dalla guerra dei sei giorni del 1967, incoraggiando gli insediamenti israeliani sui Territori occupati palestinesi e siriani, basandosi sul convincimento che, in accordo con la Torah, Yahweh aveva concesso quei territori al Suo Popolo Eletto. Mentre il Gush Emunim non esiste più ufficialmente, tracce del suo potere sopravvivono nella società israeliana.

## Affiliazioni politiche
Il Gush Emunim è stato strettamente connesso, con notevole capacità d'influenzarlo, con il Partito Nazional Religioso (PNR), ossia Miflaga Datit Leumit, comunemente chiamato per il suo acronimo ebraico Mafdal (Ebraico מפד"ל). Esso si identificava — e così era chiamato dai media israeliani — come Ne'emanei Eretz Yisrael נאמני ארץ ישראל (in ebraico: "Coloro che sono leali/fedeli nei confronti della Terra di Israele").

## Storia
Il Gush Emunim fu fondato da discepoli del Rabbi Tzvi Yehuda Kook nel febbraio del 1974 nel salotto di Haim Drukman, che si crede ne abbia anche creato il termine. Oltre a Drukman dettero il loro apporto anche altri discepoli del Rabbino, come Hanan Porat, Moshe Levinger, Shlomo Aviner, Eleazar Waldman, Yoel Ben-Nun e Yaacov Ariel. Kook rimase il leader del gruppo fino alla sua morte nel 1982.
Alla fine del 1974, un gruppo affiliato al Gush Emunim, chiamato Garin Elon Moreh, guidato da Rabbi Menachem Felix e da Benjamin (Beni) Katzover, tentò di costituire un insediamento presso le rovine della stazione ferroviaria di Sebastia, che risalivano all'età ottomana. Dopo sette tentativi e sei rimozioni da parte delle Forze di Difesa Israeliane, fu raggiunto un accordo in base al quale il governo israeliano cedette, permettendo a 25 famiglie d'insediarsi nel campo d'addestramento militare di Kadum, a SO della cisgiordanica Nablus, che gli israeliani amano chiamare Sichem (Shechem), in ricordo dei tempi biblici, per i quali i sionisti più oltranzisti si ritengono legittimati a impadronirsi di tutto il territorio palestinese, e non solo. L'accordo di Sebastia fu una pietra miliare che spalancò inevitabilmente il meridione della Cisgiordania agli irrefrenabili insediamenti dei coloni ebraici. Le 25 abitazioni divennero presto, col consenso statale, il comune di Kedumim, destinato a diventare negli anni il principale insediamento nella Cisgiordania palestinese. Il modello Sebastia fu poi copiato a Beit El, Shavei Shomron e in altre comunità agricole israeliane nei Territori occupati.

## Ideologia
Le convinzioni del Gush Emunim si basano essenzialmente sugli insegnamenti di Rabbi Abraham Isaac Kook e di suo figlio, Rabbi Tzvi Yehuda Kook, che pensavano che i sionisti "secolari", con le loro conquiste di Eretz Israel, abbiano incidentalmente inaugurato l'era messianica, che culminerà dell'arrivo del tanto atteso Messia, che i sostenitori del Gush Emunim credono possa essere accelerato con gli insediamenti ebraici sulla Terra che secondo loro Yahveh avrebbe assegnato al Suo Popolo Eletto per aver accettato la Bibbia ebraica. L'organizzazione sostiene peraltro gli sforzi di coesistenza con la popolazione araba palestinese, rifiutando la loro deportazione proposta da Meir Kahane e dai suoi seguaci.
In seguito all'allontanamento forzoso di israeliani da Gaza, imposto dal governo israeliano in base agli Accordi di Oslo, alla violenta espulsione di ebrei da Amonah e a numerosi altri eventi simili ma su scala ridotta, molti membri del Gush Emunim hanno avuto ripensamenti circa la loro ideologia fino ad allora seguita.